# James Young Coachbuilder
James Young Coachbuilder war ein britisches Karosseriebauunternehmen, das exklusive Individualaufbauten für hochwertige Fahrgestelle von Rolls-Royce und Bentley herstellte. 1967 endete die Tätigkeit von James Young.

## Unternehmensgeschichte

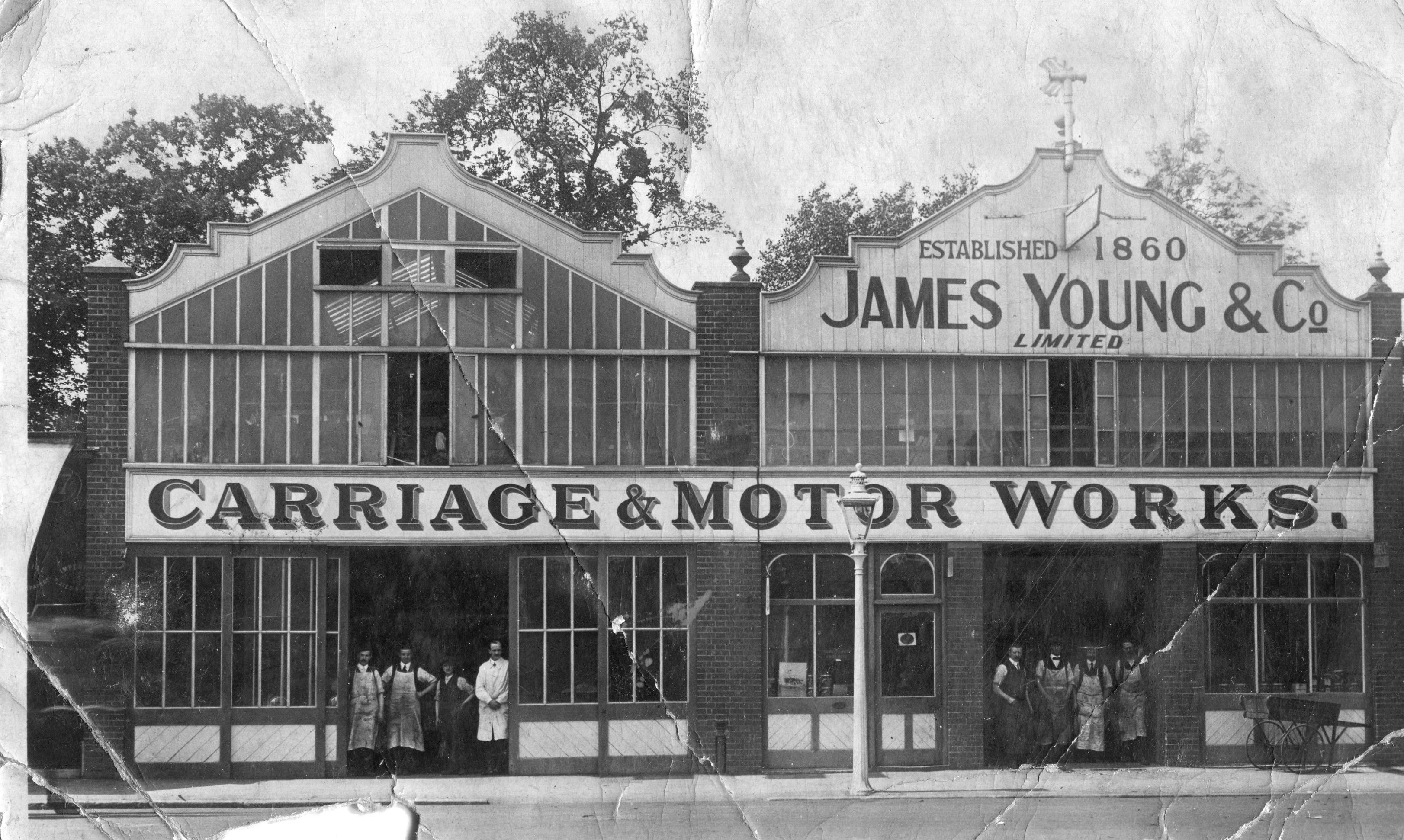
James Youngs Werksgebäude in Bromley (ca. 1908)

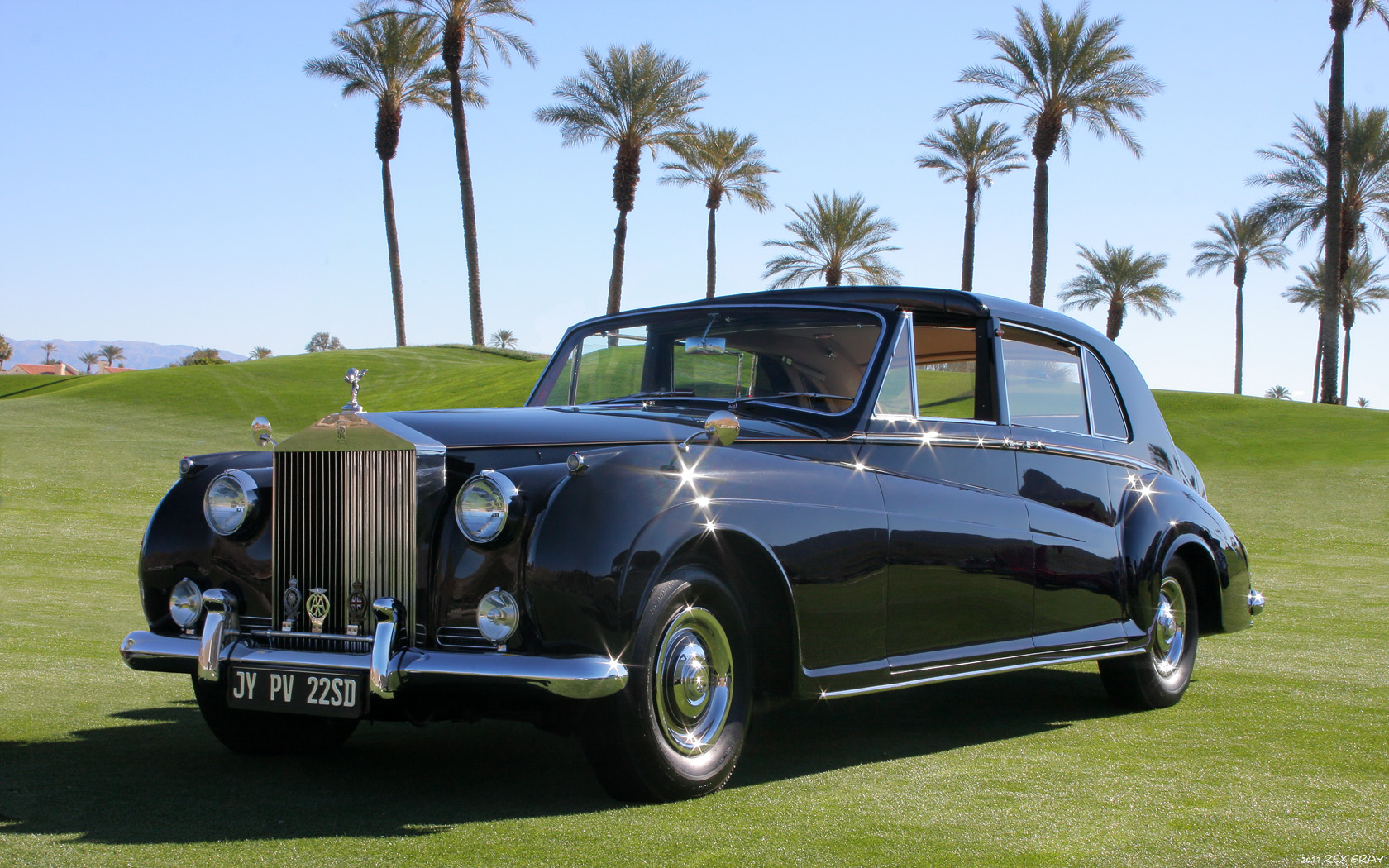
Rolls-Royce Phantom V Sedanca de Ville mit James-Young-Karosserie

James Young Coachbuilder wurde 1863 in Bromley gegründet. Das Unternehmen beschäftigte sich anfänglich mit der Herstellung von Kutschwagen. 1908 fertigte James Young die erste Karosserie für ein Automobil. Nach dem Ersten Weltkrieg wechselte der Schwerpunkt der Tätigkeit auf den Bau von Automobilkarosserien. James Young kleidete im Auftrag zahlreiche Fahrgestelle von Alfa Romeo, Bentley, Rolls-Royce und Sunbeam ein. Hierbei handelte es sich jeweils um Einzelstücke, die im Kundenauftrag entwickelt wurden. Seit Mitte der 1920er Jahre lieferte James Young außerdem auch einige Standard-Aufbauten für Sunbeam und Talbot.
1937 wurde James Young von Jack Barclay, Englands größtem Rolls-Royce- und Bentley-Händler, übernommen. James Young wurde damit zum bevorzugten Karosseriehersteller der Jack-Barclay-Kunden. Es begann eine Phase der intensiven Bindung zu Rolls-Royce; daneben entstanden aber auch weiterhin Aufbauten für andere Marken wie z. B. Bugatti.
Nach dem Ende des Zweiten Weltkriegs nahm James Young die Herstellung von Spezialkarosserien wieder auf. In den 1950er Jahren entstanden zahlreiche Aufbauten für den Rolls-Royce Silver Cloud und dessen Schwestermodell Bentley S-Series, die sich zumeist durch einen leichteren Dachaufbau und eine niedrigere Linie von den Serienmodellen unterschieden. Gänzlich eigenständig waren James Youngs Aufbauten für den Rolls-Royce Phantom V.
Mit dem Aufkommen selbsttragender Karosserien wurde es für Karosseriebauunternehmen zunehmend schwieriger, eigenständige Aufbauten zu konstruieren. Das galt für James Young ebenso wie für seine Konkurrenten Hooper oder Barker. Während Hooper und Barker zu Beginn der 1960er Jahre den Betrieb einstellten, versuchte James Young zunächst, mit Abwandlungen der selbsttragend konstruierten Rolls-Royce Silver Shadow bzw. Bentley T-Series zu überleben. So entwickelte das Unternehmen kurz nach der Präsentation der viertürigen Serienmodelle eine zweitürige Version des Silver Shadow. Die Linien dieses Modells waren gerade und streng; ihnen fehlte die Leichtigkeit der werksseitigen Silver Shadow-Coupés (aus denen später der Rolls-Royce Corniche hervorging). James Young produzierte 1965 und 1966 insgesamt 35 Two-Door-Saloons auf der Basis des Rolls-Royce Silver Shadow und 15 nahezu identische Modelle auf Bentley T1-Basis. Als Rolls-Royce 1967 seine eigenen zweitürigen Versionen vorstellte, entfiel der Markt für die James-Young-Produkte. Sie waren die letzten Modelle, die den Namen James Young trugen.
James Young stellte 1967 die Produktion von Automobilkarosserien ein.

## Galerie

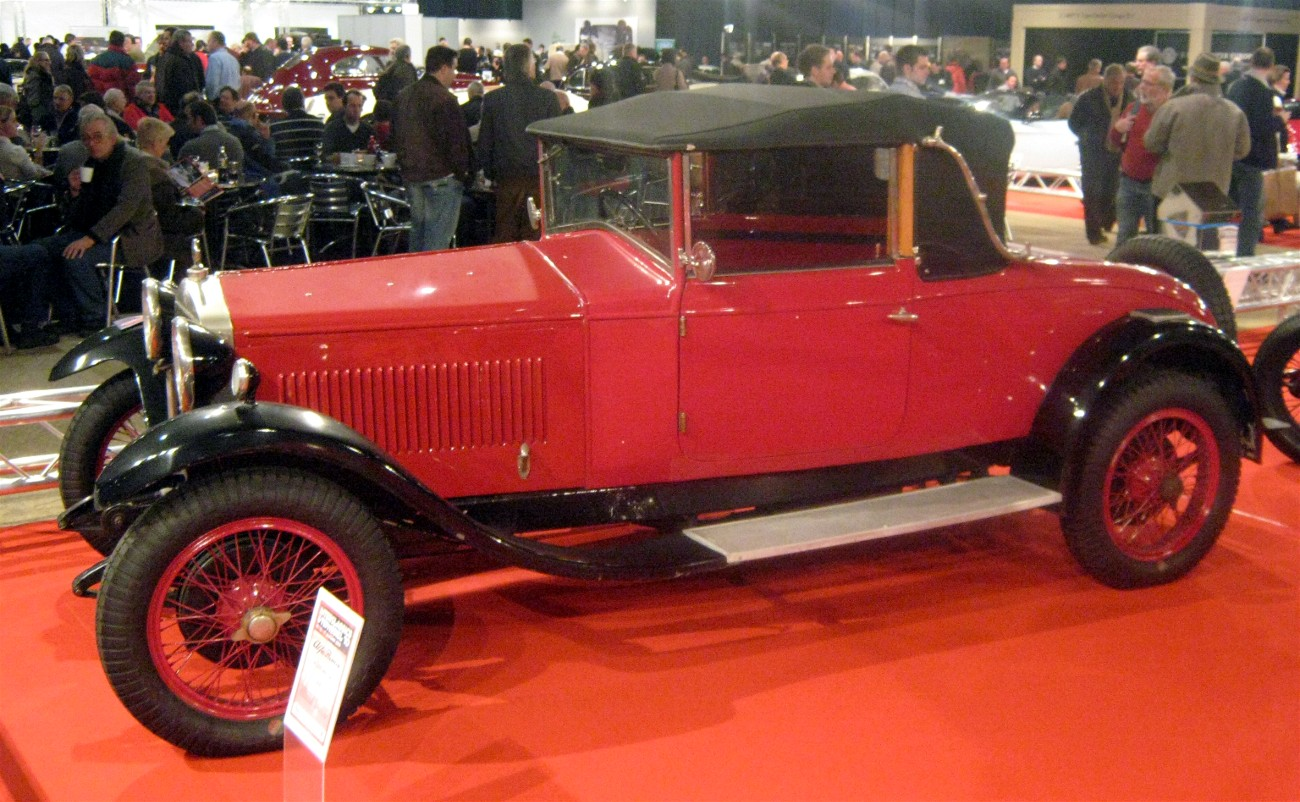
Alfa Romeo 6C 1500 Normale mit Cabriolet-Aufbau von James Young (1928)
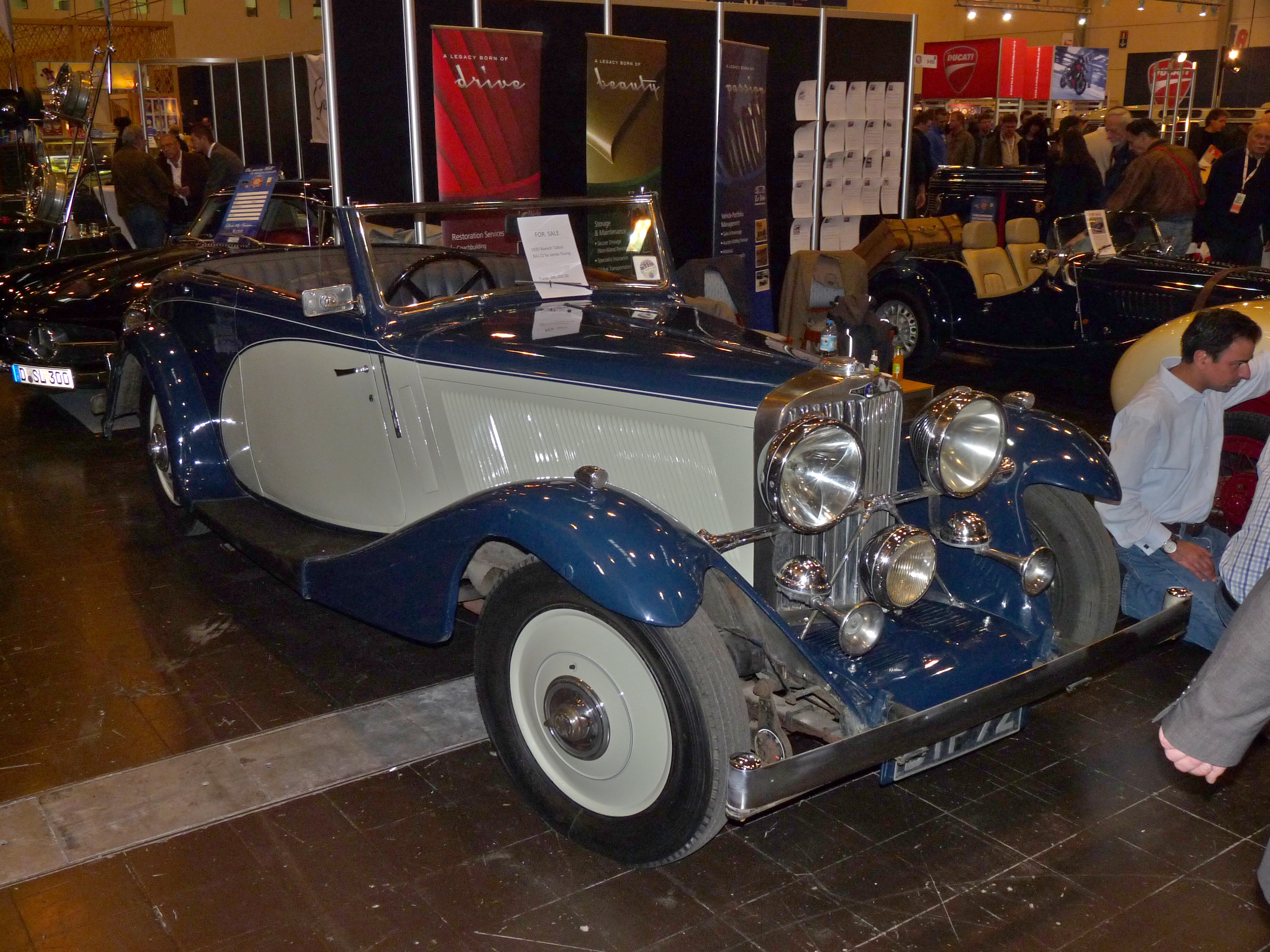
Talbot BA110 mit Cabriolet-Aufbau von James Young (1935)
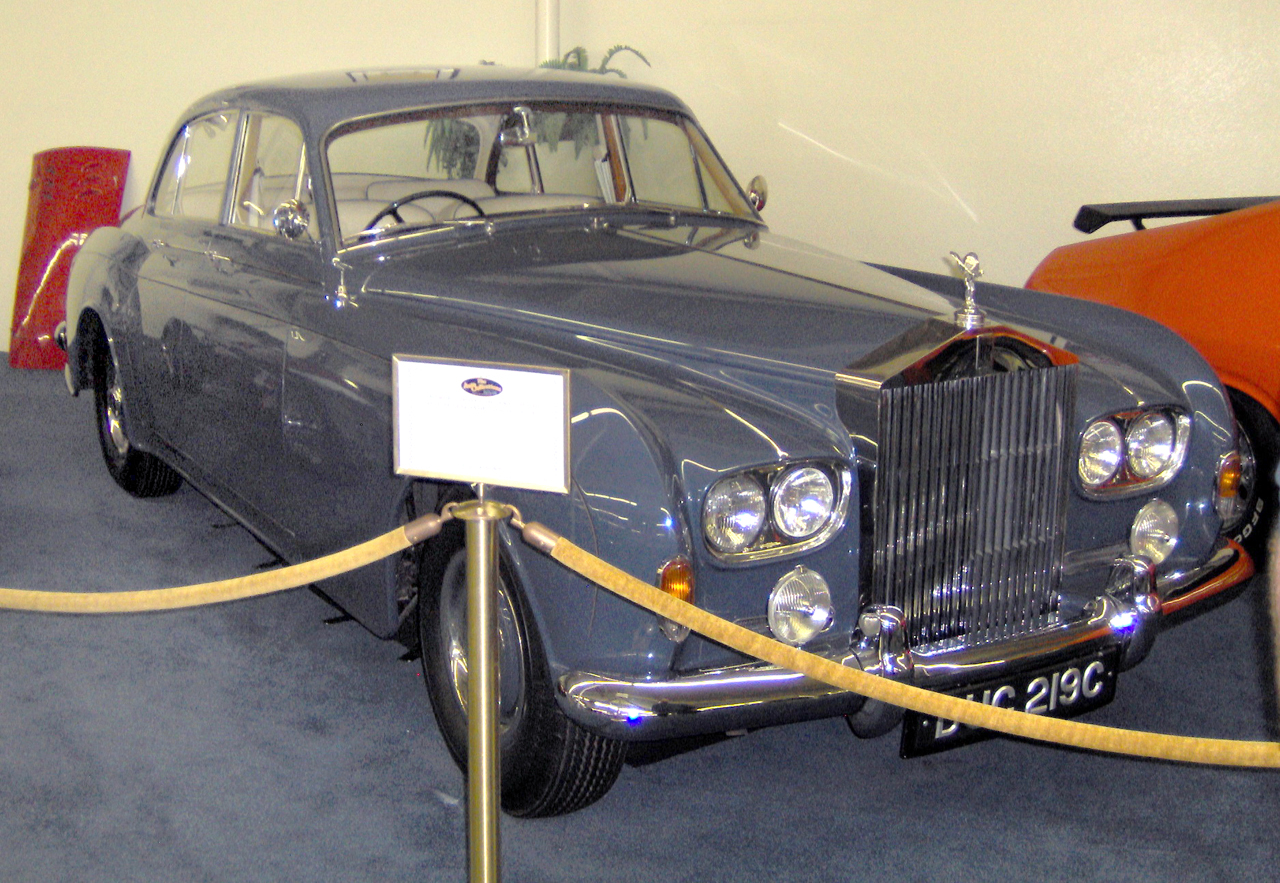
Rolls-Royce Silver Cloud III mit James Young-Karosserie (1965)
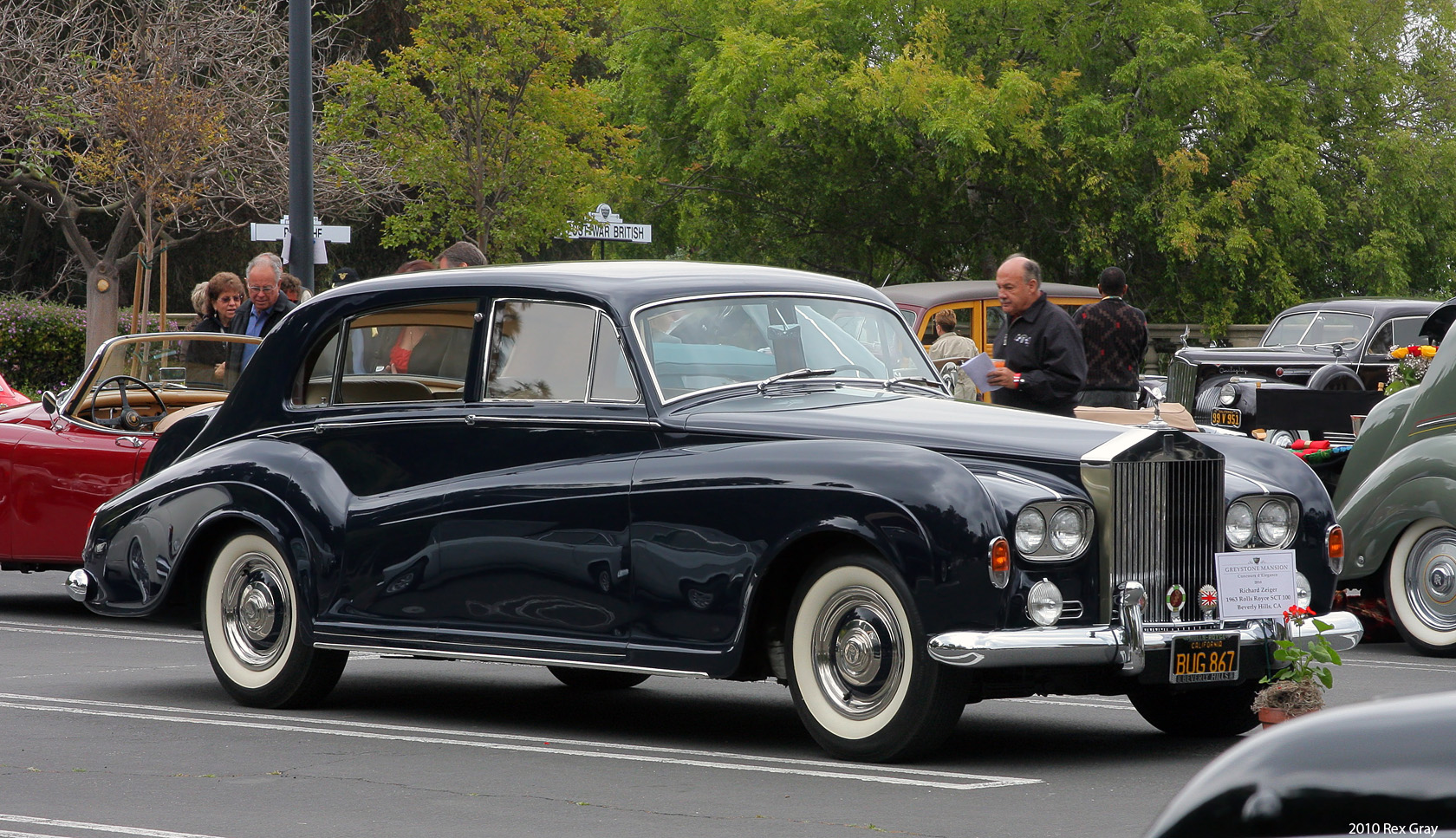
Rolls-Royce Silver Cloud III mit James Young-Karosserie (1965)
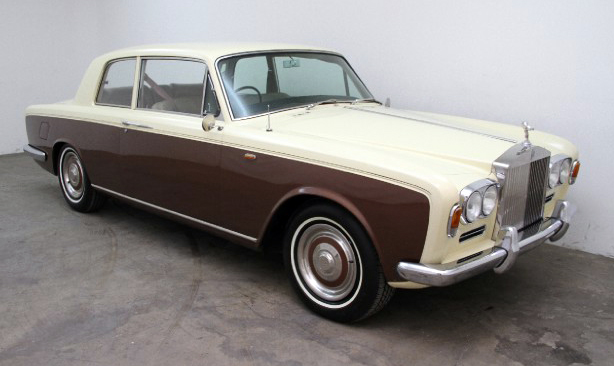
Rolls-Royce Silver Shadow James Young Coupé (1967)